# Winnipeg Jets (1972–1996)
Winnipeg Jets foi uma equipe de hóquei no gelo profissional baseado em Winnipeg, Manitoba, Canadá. Eles começaram a jogar na World Hockey Association (WHA) em 1972. O clube se juntou à National Hockey League (NHL) em 1979, depois que a NHL se fundiu com a WHA. Devido a crescentes dificuldades financeiras, em 1996 a franquia mudou-se para Phoenix, Arizona, Estados Unidos, e tornou-se o Phoenix Coyotes (agora o Arizona Coyotes). Em 2011, a franquia do Atlanta Thrashers mudou-se para Winnipeg e restaurou o nome do Winnipeg Jets, embora a história anterior do Winnipeg Jets seja mantida pelo Arizona Coyotes (o novo Winnipeg Jets reconheceu o Winnipeg Jets original como parte das festividades do Heritage Classic de 2016). Em 2024 os Coyotes entraram em inatividade após ser adquiridos por um empresário de Salt Lake City levando à criação do Utah Hockey Club. Ao entregar de volta aos direitos dos Coyotes para a NHL, o empresário Alex Meruelo declarou que gostaria que o histórico dos Jets antes de se mudar para Phoenix fosse redesignado para a franquia atual de Winnipeg.